# Оберзимтен
Оберзимтен (нем. Obersimten) — община в Германии, в земле Рейнланд-Пфальц. 
Входит в состав района Юго-западный Пфальц. Подчиняется управлению Пирмазенс-Ланд.  Население составляет 628 человек (на 31 декабря 2010 года). Занимает площадь 2,26 км².